# Brachmia dimidiella
Brachmia dimidiella — вид лускокрилих комах з родини виїмчастокрилі молі (Gelechiidae).

## Поширення
Він зустрічається в більшій частині Європи (крім Ірландії, Великої Британії, Португалії, Хорватії та Греції), на схід до Японії.

## Опис
Розмах крил 10-11 мм.

## Спосіб життя
Імаго літають з червня по серпень. Личинки живляться на рідних видах смовді (Peucedanum).